# Patrick Malahide
Patrick Malahide, alternativnamn P. G. Duggan, född 24 mars 1945 i Reading i Berkshire, är en brittisk skådespelare och manusförfattare. Han har skrivit manuset till filmen The Writing on the Wall (1996).

## Filmografi i urval
- 1984 – Glasskampen
- 1986 – Den sjungande detektiven (TV-serie)
- 1987 – En månad på landet
- 1989 – After the War (TV-serie)
- 1990 – Decemberbrud
- 1990 – Smack and Thistle
- 1994 – Middlemarch
- 1994 – A Man of No Importance
- 1995 – Cutthroat Island
- 1995 – Two Deaths
- 1996 – Long Kiss Goodnight
- 1997 – The Beautician and the Beast
- 1997 – Til There Was You
- 1998 – Miraklet vid midnatt
- 1999 – Kapten Jack
- 1999 – The Paradise
- 2000 – Ordinary Decent Criminal
- 2000 – Alla kungens män
- 2000 – Fortress 2
- 2000 – Quills
- 2001 – Kapten Corellis mandolin
- 2001 – Victoria and Albert
- 2002 – The Abduction Club
- 2002 – The Final Curtain
- 2004 – Amnesia
- 2005 – Vänner och krokodiler
- 2005 – Sahara
- 2006 – Like Minds
- 2008 – En förlorad värld
- 2016 – Bridget Jones's Baby